# Harry Secombe
Harry Donald Secombe (Swansea, 8 de septiembre de 1921-Guilford, 11 de abril de 2001) fue un actor, humorista y tenor galés, conocido sobre todo por su personaje de Neddie Seagoon en el programa The Goon Show, una comedia radiofónica de la BBC.

## Biografía

### Inicios
Nacido en Swansea, Gales, era el tercero de los cuatro hijos de un matrimonio formado por un tendero y una encargada. Secombe estudió en la Dynevor School de Swansea.
Su familia era religiosa practicante, y formaba parte de la congregación de la Iglesia de St. Stephen en Danygraig. Miembro del coro, en las reunions socials de la parroquia interpretaba a los 12 años un sketch titulado The Welsh Courtship.

### Ejército británico
Tras dejar los estudios, en 1937 trabajó en un almacén. En 1938 se unió al Ejército Territorial, sirviendo como Lance Bombardier en la Artillería Real. Secombe llamaba a su unidad «Los Francotiradores de Cinco Millas» durante la Segunda Guerra Mundial, y sirvió en la Campaña en África del Norte, Sicilia e Italia.
Cuando visitó las Islas Malvinas para entretener a las tropas tras la Guerra de las Malvinas de 1982, fue promovido al empleo de Sargento por su viejo regimiento - 37 años después de haber sido desmovilizado.

### Artista del espectáculo
Secombe se sumó al reparto del Teatro Windmill en 1946, usando un número que había ideado en Italia, y que se relacionaba con la manera en que la gente se afeitaba. Tras un tiempo haciendo giras, su primera oportunidad en la radio llegó cuando fue escogido para trabajar en la serie Welsh Rarebit, a lo que siguieron interpretaciones en Variety Bandbox y un papel regular en Educating Archie.
Secombe conoció a Michael Bentine en el Teatro Windmill, y fue presentado a Peter Sellers por su agente Jimmy Grafton. Junto a Spike Milligan, al que conoció en Túnez, se escribió un guion titulado Crazy People, el cual acabó convirtiéndose en la comedia radiofónica The Goon Show. Emitido por primera vez el 28 de mayo de 1951, el show se mantuvo hasta 1960. Secombe se hizo famoso por interpretar a Neddie Seagoon, el centro de muchas de las situaciones absurdas de la serie.
Aunque el éxito de The Goon Show significaba que no le era necesario hacer otros trabajos, siguió también con su carrera como cantante. En los inicios de la misma, su número solía terminar con una versión jocosa del dueto Sweethearts, en la que cantaba papeles de barítono y falsete. Habiendo estudiado con el maestro Manlio di Veroli, llegó a ser uno de los pocos tenores dedicados al bel canto, llegando a tener un buen número de discos en las listas de los más vendidos.
En 1958 actuó en el film Jet Storm, el cual protagonizaba Sybil Thorndike y Richard Attenborough.
El poder de su voz permitió a Secombe actuar en muchas obras musicales. Entre ellas se incluía el estreno de 1963 Pickwick, basado en la obra de Charles Dickens Los papeles póstumos del Club Pickwick, con el cual llegó al número dos con el sencillo If I Ruled the World. En 1965 el show fue producido en una gira por Estados Unidos, consiguiendo Secombe en Broadway una nominación al Tony al Mejor Actor en un Musical. También actuó en 1967 en Los Cuatro Mosqueteros, fue Mr. Bumble en el film de Carol Reed de 1968 Oliver, basado en el musical de Lionel Bart, y en The Magnificent Seven Deadly Sins.

### Últimos años de carrera
En sus últimos años, Secombe (cuyo hermano Fred Secombe era un pastor de la Iglesia de Gales, parte de la Comunión Anglicana) atrajo a nuevas audiencias como presentador de programas religiosos, tales como el de la BBC Songs of Praise o el de la ITV Highway. También fue asesor de programación de la Harlech Television.
En 1981 fue nombrado caballero. En 1990 fue una de las pocas celebridades honrada con una segunda intervención en This Is Your Life, teniendo lugar la primera en 1958.

### Vida posterior
Secombe sufrió un ictus en 1997, del cual se fue recuperando lentamente, siendo diagnosticado al poco tiempo de un cáncer de próstata. Tras sufrir un segundo ictus en 1999, se vio forzado a abandonar su carrera televisiva, aunque rodó un documental sobre su situación con la esperanza de apoyar a otros afectados por su misma enfermedad.
Falleció a los 79 años de edad, a causa del cáncer de próstata, en Guilford, Inglaterra, en abril de 2001. Fue incinerado, y sus cenizas enterradas en la parroquia de Shamley Green, celebrándose el 26 de octubre un funeral en su honor en la Abadía de Westminster. Al servicio acudió Carlos de Gales y representantes de Felipe de Edimburgo, Ana Mountbatten-Windsor, Margarita de Windsor y Eduardo de Kent.

### Vida familiar
Secombe conoció a su mujer, Myra Atherton, en una sala de baile de Mumbles. Se casaron en 1948, y tuvieron cuatro hijos: 
- Jennifer Secombe, casada con el actor Alex Giannini. Ella fue, además, agente artístico de su padre.[2]
- Andy Secombe, actor y autor.
- David Secombe, escritor y fotógrafo.
- Katy Secombe, actriz.

## Trabajo seleccionado

### Singles
- «On with the Motley» (1955), Reino Unido, n.º 16
- «Bless This House» (1960), RU
- «If I Ruled the World» (1963), RU n.º 18
- «This Is My Song» (1967), RU n.º 2[4]

### Álbumes
- Sacred Songs (1962), RU n.º 16
- Secombe's Personal Choice (1967), RU n.º 6
- If I Ruled the World (1971), RU n.º 17
- Bless This House: 20 Songs Of Joy (1978), RU n.º 8[5]
- Captain Beaky and His Band

### Libros
- An Entertaining Life. Prólogo de Carlos de Gales. London: Robson Books (2004). Paperback: ISBN 1-86105-811-X, ISBN 978-1-86105-811-9.
- The Goon Omnibus (Goon For Lunch). London: The Companion Book Club (1978)
- Twice Brightly London: The Companion Book Club